# Никишечкин, Николай Егорович
Николай Егорович Никишечкин (1 февраля 1925, Хлыстово, Калужская губерния — 1 июня 2007, Щёкино, Тульская область) — советский рабочий. Герой Социалистического Труда (1971).

## Биография
Николай Никишечкин родился 1 февраля 1925 года в деревне Хлыстово Козельского уезда Калужской губернии (сейчас в Козельском районе Калужской области).
С 1943 года участвовал в Великой Отечественной войне. Служил наводчиком, впоследствии командиром отделения роты противотанковых ружей 2-го батальона 12-й мотострелковой бригады 11-го гвардейского танкового корпуса 1-й гвардейской танковой армии. Демобилизовался в звании гвардии сержанта.
С 1967 года до пенсии работал слесарем-ремонтником цеха специализированного ремонта на Щёкинском химкомбинате. Предприятие за успешное внедрение экономического щёкинского метода было награждено орденом Ленина, восемь сотрудников получили Государственную премию СССР, 94 работника, в числе которых и Никишечкин, — правительственные награды.
20 апреля 1971 года Указом Президиума Верховного Совета СССР за выдающиеся успехи в выполнении заданий пятилетнего плана, внедрение передовых методов труда и достижение высоких технических и производственных показателей удостоен звания Героя Социалистического Труда с вручением ордена Ленина и золотой медали «Серп и Молот».
В 1979 году вышел на пенсию. Жил в городе Щёкино.
Умер 1 июня 2007 года в Щёкино.
Награждён орденами Отечественной войны 1-й степени (11 марта 1985), Красной Звезды (3 августа 1944), Славы 3-й степени (июль 1945), медалями, в том числе «За взятие Берлина» (9 июня 1945).
В начале июня 2007 года, вскоре после смерти Никишечкина, его награды — «Золотая Звезда», орден Ленина и медаль «За взятие Берлина» — были украдены неизвестным, который побывал в его квартире, представившись сотрудником военкомата.

## Память
27 августа 2007 года в Щёкино на доме № 11 по ул. Советской была открыта мемориальная доска с надписью «В этом доме с 1964 г. по 2007 г. жил участник Великой Отечественной войны, Герой Социалистического Труда Никишечкин Николай Егорович».

## Семья
Жена — Ольга Степановна Никишечкина (1928—2018).